# Савва (Ольхин)
Монах Савва (в миру Семён Герасимович Ольхин; 1793 — после 1828) — монах Русской православной церкви; инспектор Владимирской духовной семинарии.

## Биография
Семён Ольхин родился в 1793 году в семье священника Локоцкого погоста Крестецкого уезда Новгородской губернии. Образование получил в Новгородской духовной семинарии, по окончании которой в 1819 году поступил в Санкт-Петербургскую духовную академию, которую окончил в 1823 году со степенью кандидата богословия, будучи 30-м по успеваемости в разрядном списке.

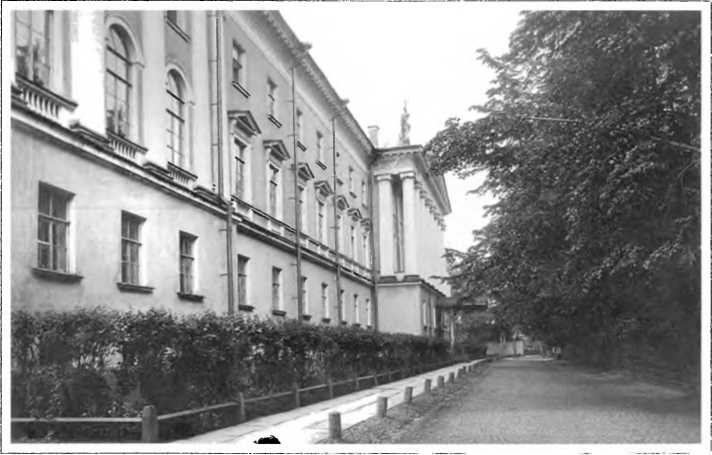
СПбДА

В августе 1823 году Семён Герасимович Ольхин постригся в монашество с именем Саввы. В том же году поступил в Санкт-Петербургскую духовную семинарию учителем словесности, а в декабре 1824 года сделан инспектором той же семинарии.
В феврале 1826 года Савва Ольхин был удостоен степени магистра богословия за представленные им два теологических труда: а) «De serpente seductore» и б) «О Божественности христианской религии».
В 1827 году отец Савва был перемещен во Владимирскую духовную семинарию, где также исполнял обязанности инспектора учебного заведения, но уже через год Савва Ольхин испросил себе увольнение на покой.
О его дальнейшей судьбе сведений не найдено.